# Авиатрест
Авиатрест (официальное название — Государственный трест авиационной промышленности Главного управления металлопромышленности) — государственный трест авиационной промышленности СССР, был учреждён постановлением Совета Труда и Обороны № 121 от 28 января 1925 года и приказом ВСНХ № 415 от 10 февраля 1925 года, с целью организовать производство предметов авиации и воздухоплавания. 
Трест был организован на основе авиационного отдела Военпрома, первоначально входил в структуру Автоавиаотдела Главметалла и предназначался в основном для выпуска оборонной продукции.
При создании в структуру Авиатреста вошли четыре авиазавода, четыре завода по производству моторов, три завода по изготовлению комплектующих.
3 марта 1930 года Авиатрест был преобразован во Всесоюзное объединение авиационной промышленности, в свою очередь преобразованное 7 декабря 1934 года в Глававиапром; на короткое время управление авиационной промышленностью сосредотачивалось также в 1-м Главном управлении Наркомтяжпрома и 1-м управлении Наркомата оборонной промышленности. 
Эпоха перестройки в управлении авиационной промышленностью закончилась с созданием 11 января 1939 года Народного комиссариата авиационной промышленности СССР, впоследствии Министерства авиационной промышленности СССР.
На 2020 год существуют одноимённые компании, базирующиеся в Москве и в Казани.